# هارتمان بيورنسن
هارتمان بيورنسن (بالنرويجية البوكمول: Hartmann Bjørnsen)‏ هو لاعب جمباز فني نرويجي، ولد في 2 فبراير 1889 في ستافانغر في النرويج، وتوفي بنفس المكان في 25 سبتمبر 1974.

## وصلات خارجية
- هارتمان بيورنسن على موقع أوليمبيديا (الإنجليزية)